# Формула-1 — Гран-прі Великої Британії
Гран-прі Великої Британії (укр. British Grand Prix) — один з етапів чемпіонату світу з автогонок у класі Формула-1. В даний час проводиться на трасі Сільверстоун недалеко від села Сільверстоун в Нортгемптоншир в Англії. Гран-прі Великої Британії — один з найстаріших етапів Формули-1. Проводиться з першого чемпіонату 1950 року, кожен чемпіонат (як і Гран-прі Італії).
Гран-прі Великої Британії вперше був проведений в 1926 році на трасі Бруклендс.
З 1950 по 1954 Гран-прі Великої Британії проводилось на трасі Сільверстоун, з 1955 по 1960 — Сільверстоун щорічно чергувався з Ейнтрі, в 1961 і 1962 проводилось на трасі Ейнтрі, з 1963 по 1986 — Сільверстоун щорічно чергувався з Брендс-Гетч, з 1987 і до тепер проводиться на трасі Сільверстоун.

## Переможці Гран-прі Великої Британії

### Багаторазові переможці

#### Пілоти
Жирним шрифтом виділені пілоти, які беруть участь в поточному сезоні чемпіонату Формули-1.
| Кількість перемог | Пілот                 | Рік                                                  |
| ----------------- | --------------------- | ---------------------------------------------------- |
| 9                 | Льюїс Гамільтон       | 2008, 2014, 2015, 2016, 2017, 2019, 2020, 2021, 2024 |
| 5                 | Джим Кларк            | 1962, 1963, 1964, 1965, 1967                         |
| 5                 | Ален Прост            | 1983, 1985, 1989, 1990, 1993                         |
| 4                 | Найджел Менселл       | 1986, 1987, 1991, 1992                               |
| 3                 | Джек Бребем           | 1959, 1960, 1966                                     |
| 3                 | Нікі Лауда            | 1976, 1982, 1984                                     |
| 3                 | Міхаель Шумахер       | 1998, 2002, 2004                                     |
| 2                 | Альберто Аскарі       | 1952, 1953                                           |
| 2                 | Хосе Фройлан Гонсалес | 1951, 1954                                           |
| 2                 | Стірлінг Мосс         | 1955, 1957                                           |
| 2                 | Джекі Стюарт          | 1969, 1971                                           |
| 2                 | Емерсон Фіттіпальді   | 1972, 1975                                           |
| 2                 | Жак Вільнев           | 1996, 1997                                           |
| 2                 | Девід Култхард        | 1999, 2000                                           |
| 2                 | Фернандо Алонсо       | 2006, 2011                                           |
| 2                 | Марк Веббер           | 2010, 2012                                           |
| 2                 | Себастьян Феттель     | 2009, 2018                                           |

#### Конструктори
Жирним шрифтом виділені команди, які беруть участь в поточному сезоні чемпіонату Формули-1.
Рожевим фоном вказані перегони, яка не увійшли до заліку Чемпіонату Світу.
| Кількість перемог | Конструктор | Рік |
| ----------------- | ----------- | --- |
| 18                | Ferrari     | 1951, 1952, 1953, 1954, 1956, 1958, 1961, 1976, 1978, 1990, 1998, 2002, 2003, 2004, 2007, 2011, 2018, 2022 |
| 14                | McLaren     | 1973, 1975, 1977, 1981, 1982, 1984, 1985, 1988, 1989, 1999, 2000, 2001, 2005, 2008                         |
| 10                | Williams    | 1979, 1980, 1986, 1987, 1991, 1992, 1993, 1994, 1996, 1997                                                 |
| 10                | Mercedes    | 1955, 2013, 2014, 2015, 2016, 2017, 2019, 2020, 2021, 2024                                                 |
| 8                 | Lotus       | 1962, 1963, 1964, 1965, 1967, 1968, 1970, 1972                                                             |
| 4                 | Red Bull    | 2009, 2010, 2012, 2023                                                                                     |
| 2                 | Delage      | 1926, 1927                                                                                                 |
| 2                 | Maserati    | 1948, 1949                                                                                                 |
| 2                 | Cooper      | 1959, 1960                                                                                                 |
| 2                 | Tyrrell     | 1971, 1974                                                                                                 |
| 2                 | Renault     | 1983, 2006                                                                                                 |

### По роках

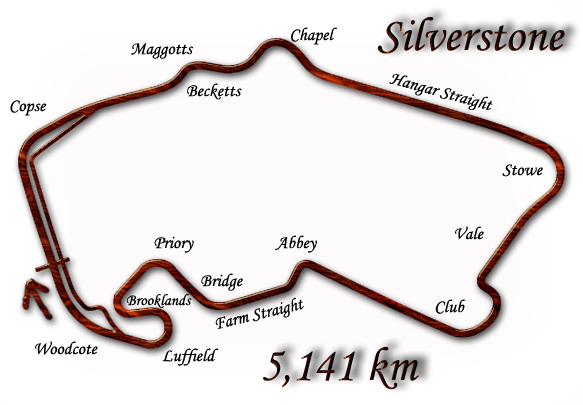
Сільверстоун, в конфігурації 1994—2009

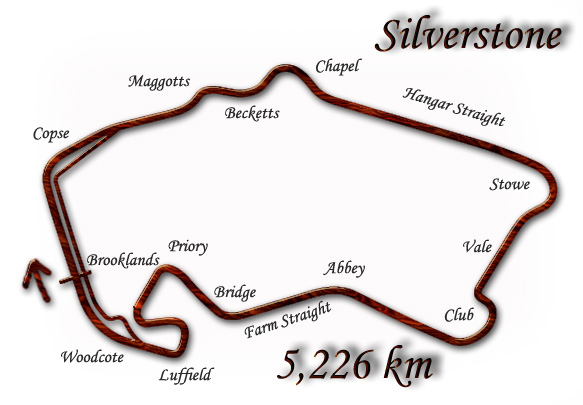
Сільверстоун, в конфігурації 1991—1993

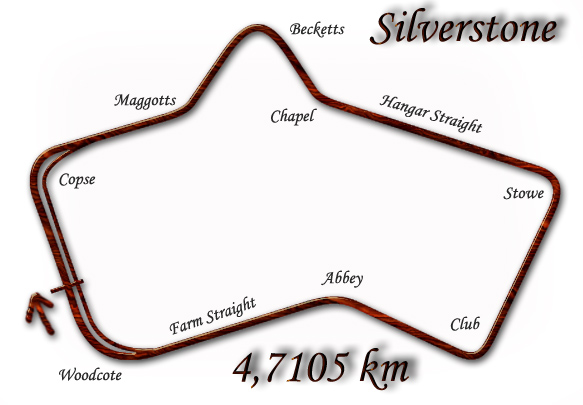
Сільверстоун, в конфігурації 1950—1990

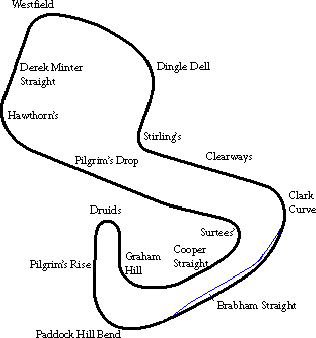
Брендс-Гетч, щорічно чергувався з Сільверстоун в період 1964—1986

Ейнтрі, щорічно чергувався з Сільверстоун в період 1955—1962

Бруклендс, використовувався в 1926 і 1927

Рожевим фоном вказані перегони, яка не увійшли до заліку Чемпіонату Світу.
| Рік         | Пілот                       | Конструктор         | Траса         | Звіт          |
| ----------- | --------------------------- | ------------------- | ------------- | ------------- |
| 2024        | Льюїс Гамільтон             | Mercedes            | Сільверстоун  | Звіт          |
| 2023        | Макс Ферстаппен             | Red Bull-Honda RBPT | Сільверстоун  | Звіт          |
| 2022        | Карлос Сайнс                | Ferrari             | Сільверстоун  | Звіт          |
| 2021        | Льюїс Гамільтон             | Mercedes            | Сільверстоун  | Звіт          |
| 2020        | Льюїс Гамільтон             | Mercedes            | Сільверстоун  | Звіт          |
| 2019        | Льюїс Гамільтон             | Mercedes            | Сільверстоун  | Звіт          |
| 2018        | Себастьян Феттель           | Ferrari             | Сільверстоун  | Звіт          |
| 2017        | Льюїс Гамільтон             | Mercedes            | Сільверстоун  | Звіт          |
| 2016        | Льюїс Гамільтон             | Mercedes            | Сільверстоун  | Звіт          |
| 2015        | Льюїс Гамільтон             | Mercedes            | Сільверстоун  | Звіт          |
| 2014        | Льюїс Гамільтон             | Mercedes            | Сільверстоун  | Звіт          |
| 2013        | Ніко Росберг                | Mercedes            | Сільверстоун  | Звіт          |
| 2012        | Марк Веббер                 | Red Bull-Renault    | Сільверстоун  | Звіт          |
| 2011        | Фернандо Алонсо             | Ferrari             | Сільверстоун  | Звіт          |
| 2010        | Марк Веббер                 | Red Bull-Renault    | Сільверстоун  | Звіт          |
| 2009        | Себастьян Феттель           | Red Bull-Renault    | Сільверстоун  | Звіт          |
| 2008        | Льюїс Гамільтон             | McLaren-Mercedes    | Сільверстоун  | Звіт          |
| 2007        | Кімі Ряйкконен              | Ferrari             | Сільверстоун  | Звіт          |
| 2006        | Фернандо Алонсо             | Renault             | Сільверстоун  | Звіт          |
| 2005        | Хуан-Пабло Монтойя          | McLaren-Mercedes    | Сільверстоун  | Звіт          |
| 2004        | Міхаель Шумахер             | Ferrari             | Сільверстоун  | Звіт          |
| 2003        | Рубенс Барікелло            | Ferrari             | Сільверстоун  | Звіт          |
| 2002        | Міхаель Шумахер             | Ferrari             | Сільверстоун  | Звіт          |
| 2001        | Міка Хаккінен               | McLaren-Mercedes    | Сільверстоун  | Звіт          |
| 2000        | Девід Култхард              | McLaren-Mercedes    | Сільверстоун  | Звіт          |
| 1999        | Девід Култхард              | McLaren-Mercedes    | Сільверстоун  | Звіт          |
| 1998        | Міхаель Шумахер             | Ferrari             | Сільверстоун  | Звіт          |
| 1997        | Жак Вільнев                 | Williams-Renault    | Сільверстоун  | Звіт          |
| 1996        | Жак Вільнев                 | Williams-Renault    | Сільверстоун  | Звіт          |
| 1995        | Джонні Герберт              | Benetton-Renault    | Сільверстоун  | Звіт          |
| 1994        | Деймон Гілл                 | Williams-Renault    | Сільверстоун  | Звіт          |
| 1993        | Ален Прост                  | Williams-Renault    | Сільверстоун  | Звіт          |
| 1992        | Найджел Менселл             | Williams-Renault    | Сільверстоун  | Звіт          |
| 1991        | Найджел Менселл             | Williams-Renault    | Сільверстоун  | Звіт          |
| 1990        | Ален Прост                  | Ferrari             | Сільверстоун  | Звіт          |
| 1989        | Ален Прост                  | McLaren-Honda       | Сільверстоун  | Звіт          |
| 1988        | Айртон Сенна                | McLaren-Honda       | Сільверстоун  | Звіт          |
| 1987        | Найджел Менселл             | Williams-Honda      | Сільверстоун  | Звіт          |
| 1986        | Найджел Менселл             | Williams-Honda      | Брендс-Гетч   | Звіт          |
| 1985        | Ален Прост                  | McLaren-TAG         | Сільверстоун  | Звіт          |
| 1984        | Нікі Лауда                  | McLaren-TAG         | Брендс-Гетч   | Звіт          |
| 1983        | Ален Прост                  | Renault             | Сільверстоун  | Звіт          |
| 1982        | Нікі Лауда                  | McLaren-Ford        | Брендс-Гетч   | Звіт          |
| 1981        | Джон Уотсон                 | McLaren-Ford        | Сільверстоун  | Звіт          |
| 1980        | Алан Джонс                  | Williams-Ford       | Брендс-Гетч   | Звіт          |
| 1979        | Клей Регаццоні              | Williams-Ford       | Сільверстоун  | Звіт          |
| 1978        | Карлос Реутеманн            | Ferrari             | Брендс-Гетч   | Звіт          |
| 1977        | Джеймс Гант                 | McLaren-Ford        | Сільверстоун  | Звіт          |
| 1976        | Нікі Лауда                  | Ferrari             | Брендс-Гетч   | Звіт          |
| 1975        | Емерсон Фіттіпальді         | McLaren-Ford        | Сільверстоун  | Звіт          |
| 1974        | Джоді Шектер                | Tyrrell-Ford        | Брендс-Гетч   | Звіт          |
| 1973        | Петер Ревсона               | McLaren-Ford        | Сільверстоун  | Звіт          |
| 1972        | Емерсон Фіттіпальді         | Lotus-Ford          | Брендс-Гетч   | Звіт          |
| 1971        | Джекі Стюарт                | Tyrrell-Ford        | Сільверстоун  | Звіт          |
| 1970        | Йохен Ріндт                 | Lotus-Ford          | Брендс-Гетч   | Звіт          |
| 1969        | Джекі Стюарт                | Matra-Ford          | Сільверстоун  | Звіт          |
| 1968        | Джо Зифферт                 | Lotus-Ford          | Брендс-Гетч   | Звіт          |
| 1967        | Джим Кларк                  | Lotus-Ford          | Сільверстоун  | Звіт          |
| 1966        | Джек Бребем                 | Brabham-Repco       | Брендс-Гетч   | Звіт          |
| 1965        | Джим Кларк                  | Lotus-Climax        | Сільверстоун  | Звіт          |
| 1964        | Джим Кларк                  | Lotus-Climax        | Брендс-Гетч   | Звіт          |
| 1963        | Джим Кларк                  | Lotus-Climax        | Сільверстоун  | Звіт          |
| 1962        | Джим Кларк                  | Lotus-Climax        | Ейнтрі        | Звіт          |
| 1961        | Вольфганг фон Трипс         | Ferrari             | Ейнтрі        | Звіт          |
| 1960        | Джек Бребем                 | Cooper-Climax       | Сільверстоун  | Звіт          |
| 1959        | Джек Бребем                 | Cooper-Climax       | Ейнтрі        | Звіт          |
| 1958        | Пітер Коллінз               | Ferrari             | Сільверстоун  | Звіт          |
| 1957        | Стірлінг Мосс Тоні Брукс    | Vanwall             | Ейнтрі        | Звіт          |
| 1956        | Хуан-Мануель Фанхіо         | Lancia-Ferrari      | Сільверстоун  | Звіт          |
| 1955        | Стірлінг Мосс               | Mercedes-Benz       | Ейнтрі        | Звіт          |
| 1954        | Хосе Фройлан Гонсалес       | Ferrari             | Сільверстоун  | Звіт          |
| 1953        | Альберто Аскарі             | Ferrari             | Сільверстоун  | Звіт          |
| 1952        | Альберто Аскарі             | Ferrari             | Сільверстоун  | Звіт          |
| 1951        | Хосе Фройлан Гонсалес       | Ferrari             | Сільверстоун  | Звіт          |
| 1950        | Джузеппе Фаріна             | Alfa Romeo          | Сільверстоун  | Звіт          |
| 1949        | Туло де Графенріда          | Maserati            | Сільверстоун  |               |
| 1948        | Луїджі Віллорезі            | Maserati            | Сільверстоун  |               |
| 1947 – 1928 | Не проводився               | Не проводився       | Не проводився | Не проводився |
| 1927        | Роберт Беноіст              | Delage              | Бруклендс     |               |
| 1926        | Луїс Вагнер Роберт Сенешаль | Delage              | Бруклендс     |               |